# The Complete Studio Recordings (album de Naked City)
Pour les articles homonymes, voir The Complete Studio Recordings.
The Complete Studio Recordings est une compilation, en 5 cd, des enregistrements studio de Naked City sortie en 2005 sur le label Tzadik. Le coffret est accompagné d'un livret intitulé Eight Million Stories: Naked City Ephemera qui comprend des photos et des témoignages des membres du groupe et d'amis.

## Titres

### CD 1 (Naked City)
1. "Batman" – 2:04
2. "The Sicilian Clan" (Ennio Morricone) – 3:32
3. "You Will Be Shot" – 1:31
4. "Latin Quarter" – 4:11
5. "A Shot in the Dark" (Henry Mancini) – 3:13
6. "Reanimator" – 1:43
7. "Snagglepuss" – 2:20
8. "I Want to Live" (Johnny Mandel) – 2:12
9. "Lonely Woman" (Ornette Coleman) – 2:45
10. "Igneous Ejaculation" – 0:24
11. "Blood Duster" – 0:16
12. "Hammerhead" – 0:11
13. "Demon Sanctuary" – 0:41
14. "Obeah Man" – 0:20
15. "Ujaku" – 0:30
16. "Fuck the Facts" – 0:14
17. "Speedball" – 0:43
18. "Chinatown" (Jerry Goldsmith) – 4:28
19. "Punk China Doll" – 3:04
20. "N.Y. Flat Top Box" – 0:45
21. "Saigon Pickup" – 4:50
22. "The James Bond Theme" (John Barry) – 3:06
23. "Den of Sins" – 1:15
24. "Contempt" (Georges Delerue) – 2:54
25. "Graveyard Shift" – 3:32
26. "Inside Straight" – 4:16

### CD 2 (Grand Guignol)
1. "Grand Guignol" – 17:49
2. "Blood Is Thin" – 1:03
3. "Thrash Jazz Assassin" – 0:48
4. "Dead Spot" – 0:35
5. "Bonehead" – 0:56
6. "Piledriver" – 0:37
7. "Shangkuan Ling-Feng" – 1:18
8. "Numbskull" – 0:32
9. "Perfume of a Critic's Burning Flesh" – 0:28
10. "Jazz Snob Eat Shit" – 0:27
11. "The Prestidigitator" – 0:47
12. "No Reason to Believe" – 0:27
13. "Hellraiser" – 0:42
14. "Torture Garden" – 0:39
15. "Slan" – 0:26
16. "The Ways of Pain" – 0:35
17. "The Noose" – 0:12
18. "Sack of Shit" – 0:48
19. "Blunt Instrument" – 0:56
20. "Osaka Bondage" – 1:16
21. "Shallow Grave" – 0:43
22. "Kaoru" – 0:54
23. "Dead Dread" – 0:49
24. "Billy Liar" – 0:15
25. "Victims of Torture" – 0:26
26. "Speedfreaks" – 0:51
27. "New Jersey Scum Swamp" – 0:44
28. "S&M Sniper" – 0:16
29. "Pig Fucker" – 0:27
30. "Cairo Chop Shop" – 0:24
31. "Facelifter" – 0:57
32. "Whiplash" – 0:23
33. "The Blade" – 0:43
34. "Gob of Spit" – 0:28
35. "La Cathedrale Engloutie" – 6:24 (Claude Debussy)
36. "Three Preludes Op. 74: Douloureux, Déchirant" – 1:17 (Alexander Scriabin)
37. "Three Preludes Op. 74: Très Lent, Contemplatif" – 1:43 (Scriabin)
38. "Three Preludes Op. 74: Allegro Drammatico" – 0:49 (Scriabin)
39. "Prophetiae Sybillarum" – 1:46 (Orlande de Lassus)
40. "The Cage" – 2:01 (Charles Ives)
41. "Louange Á L'Eternité de Jésus" – 7:08 (Olivier Messiaen)
42. "Grand Guignol (Version Vocale)" – 17:40

### CD 3 (Heretic)
All tracks by Naked City.
1. "Main Titles" – 1:28
2. "Sex Games" – 2:23
3. "The Brood" – 2:49
4. "Sweat, Sperm + Blood" – 2:04
5. "Vliet" – 0:50
6. "Heretic 1" – 2:33
7. "Submission" – 4:23
8. "Heretic 2" – 1:46
9. "Catacombs" – 2:46
10. "Heretic 3" – 2:43
11. "My Master, My Slave" – 2:23
12. "Saint Jude" – 2:13
13. "The Conqueror Worm" – 2:32
14. "Dominatrix 2B" – 2:15
15. "Back Through the Looking Glass" – 2:40
16. "Here Come the 7,000 Frogs" – 1:59
17. "Slaughterhouse/Chase Sequence" – 2:19
18. "Castle Keep" – 1:49
19. "Mantra of Resurrected Shit" – 1:43
20. "Trypsicore" – 1:47
21. "Fire and Ice (Club Scene)" – 2:37
22. "Crosstalk" – 1:41
23. "Copraphagist Rituals" – 0:53
24. "Labyrinth" – 5:49

### CD 4 (Radio)
1. "Asylum" – 1:55
2. "Sunset Surfer" – 3:24
3. "Party Girl" – 2:33
4. "The Outsider" – 2:28
5. "Triggerfingers" – 3:31
6. "Terkmani Teepee" – 3:59
7. "Sex Fiend" – 3:32
8. "Razorwire" – 5:31
9. "The Bitter and the Sweet" – 4:52
10. "Krazy Kat" – 1:54
11. "The Vault" – 4:44
12. "Metal Tov" – 2:07
13. "Poisonhead" – 1:09
14. "Bone Orchard" – 3:54
15. "I Die Screaming" – 2:29
16. "Pistol Whipping" – 0:57
17. "Skatekey" – 1:24
18. "Shock Corridor" – 1:08
19. "American Psycho" – 6:09

### CD 5 (Absinthe&Leng Tch'e)
1. "Val de Travers" – 6:19
2. "Une Correspondance" – 5:09
3. "La Feé Verte" – 5:12
4. "Fleurs du Mal" – 4:08
5. "Artemisia Absinthium" – 4:34
6. "Notre Dame de l'Oubli" (for Oliver Messiaen) – 4:51
7. "Verlaine Part One: Un Midi Moins Dix" – 4:28
8. "Verlaine Part Two: La Bleue" – 6:03
9. "...Rend Fou" – 6:16
10. "Leng Tch'e" – 31:38

## Personnel
- John Zorn: Saxophone alto, composition
- Joey Baron: Batterie
- Bill Frisell: Guitare
- Fred Frith: Basse
- Wayne Horwitz: Claviers